# Mindaugas I
Mindaugas I (pol. Mendog, vitry. Міндоўг, Mindoug), född ca 1203, död 12 september 1263 var en litauisk storfurste och senare kung.